# John D. Hoblitzell

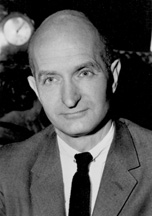
John D. Hoblitzell

John Dempsey Hoblitzell, Jr., född 30 december 1912 i Parkersburg, West Virginia, död 6 januari 1962 i Clarksburg, West Virginia, var en amerikansk republikansk politiker och affärsman. Han representerade delstaten West Virginia i USA:s senat från 25 januari till 4 november 1958.
Hoblitzell utexaminerades 1934 från West Virginia University. Han valde en karriär inom affärslivet. Han var verksam inom bank-, försäkrings-, bygg- och fastighetsbranschen. Han tjänstgjorde i USA:s flotta 1942-1946 och avancerade till löjtnant. Han kandiderade 1956 till USA:s representanthus men förlorade redan i republikanernas primärval.
Senator Matthew M. Neely avled 1958 i ämbetet och guvernör Cecil H. Underwood utnämnde Hoblitzell till senaten fram till fyllnadsvalet senare samma år. Hoblitzell bestämde sig för att kandidera i fyllnadsvalet men han förlorade mot demokraten Jennings Randolph.
Hoblitzell var episkopalian. Han avled i en hjärtinfarkt. Hans grav finns på Mount Olivet Cemetery i Parkersburg.